# Halowe Mistrzostwa Świata w Lekkoatletyce 2016 – skok w dal mężczyzn
Skok w dal mężczyzn – jedna z konkurencji technicznych rozgrywanych podczas halowych lekkoatletycznych mistrzostw świata w Oregon Convention Center w Portlandzie.
Tytułu mistrzowskiego z 2014 nie obronił Brazylijczyk Mauro da Silva.

## Minimum kwalifikacyjne
Aby zakwalifikować się do mistrzostw, należało wypełnić minimum kwalifikacyjne wynoszące 8,18 m (uzyskane w okresie od 1 stycznia 2015 do 7 marca 2016). Zaplanowano od razu konkurs finałowy (bez eliminacji), z udziałem około 12 zawodników (w przypadku, gdy mniej lekkoatletów z minimum zgłosi się do zawodów, kolejni mogą być zapraszani na podstawie lokat na listach światowych).

## Terminarz
| Data     | Godzina |       |
| -------- | ------- | ----- |
| 20 marca | 13:05   | Finał |

## Rekordy
W poniższej tabeli przedstawiono (według stanu przed rozpoczęciem mistrzostw) halowe rekordy świata, poszczególnych kontynentów oraz halowych mistrzostw świata.
|                                   | Zawodnik         | Wynik | Miejsce   | Data                  |
| --------------------------------- | ---------------- | ----- | --------- | --------------------- |
| Halowy rekord świata              | Carl Lewis       | 8,79  | Nowy Jork | 27 stycznia 1984(dts) |
| Rekord halowych mistrzostw świata | Iván Pedroso     | 8,62  | Maebashi  | 7 marca 1999(dts)     |
| Halowy rekord Afryki              | Ignisious Gaisah | 8,36  | Sztokholm | 2 lutego 2006(dts)    |
| Halowy rekord Ameryki Południowej | Irving Saladino  | 8,42  | Peania    | 13 lutego 2008(dts)   |
| Halowy rekord Ameryki Północnej   | Carl Lewis       | 8,79  | Nowy Jork | 27 stycznia 1984(dts) |
| Halowy rekord Australii i Oceanii | Henry Frayne     | 8,23  | Stambuł   | 10 marca 2012(dts)    |
| Halowy rekord Azji                | Su Xiongfeng     | 8,27  | Nankin    | 11 marca 2010(dts)    |
| Halowy rekord Europy              | Sebastian Bayer  | 8,71  | Turyn     | 18 marca 2009(dts)    |

## Listy światowe
Tabela przedstawia 10 najlepszych wyników uzyskanych w sezonie halowym 2016 przed rozpoczęciem mistrzostw.
| Lp. | Zawodnik          | Wynik | Data        | Miejsce      |
| --- | ----------------- | ----- | ----------- | ------------ |
| 1.  | Marquis Dendy     | 8,41  | 11 marca    | Portland     |
| 2.  | Greg Rutherford   | 8,26  | 5 lutego    | Albuquerque  |
| 3.  | Baczana Chorawa   | 8,25  | 7 lutego    | Tbilisi      |
| 4.  | Kafétien Gomis    | 8,23  | 28 lutego   | Aubière      |
| 5.  | Huang Changzhou   | 8,19  | 3 marca     | Nankin       |
| 6.  | Wang Jianan       | 8,18  | 3 marca     | Nankin       |
| 7.  | Jarrion Lawson    | 8,17  | 29 stycznia | Fayetteville |
| 8.  | Jonathan Addison  | 8,17  | 5 lutego    | Blacksburg   |
| 8.  | Andreas Otterling | 8,12  | 17 lutego   | Sztokholm    |
| 10. | Zhang Yaoguang    | 8,09  | 3 marca     | Nankin       |

## Wyniki
| CR – rekord mistrzostw \| NR – rekord kraju \| AR – rekord kontynentu \| SB – najlepszy wynik w sezonie \| PB – rekord życiowy |

### Finał
| Poz. | Zawodnik         | Reprezentacja     | #1   | #2   | #3   | #4   | #5   | #6   | Rezultat | Uwagi |
| ---- | ---------------- | ----------------- | ---- | ---- | ---- | ---- | ---- | ---- | -------- | ----- |
| 01 ! | Marquis Dendy    | Stany Zjednoczone | 8,05 | 8,26 | x    | 8,06 | x    | x    | 8,26     |       |
| 02 ! | Fabrice Lapierre | Australia         | 7,29 | 7,78 | 8,25 | x    | 7,79 | x    | 8,25     | OC    |
| 03 ! | Huang Changzhou  | Chiny             | 7,76 | 7,82 | 8,19 | 7,91 | 7,95 | 8,21 | 8,21     | PB    |
| 4.   | Jeff Henderson   | Stany Zjednoczone | 7,99 | 8,19 | 7,98 | 8,14 | 8,17 | 8,00 | 8,19     | SB    |
| 5.   | Rushwal Samaai   | Południowa Afryka | 8,14 | 8,18 | 8,03 | x    | x    |      | 8,18     | NR    |
| 6.   | Dan Bramble      | Wielka Brytania   | x    | 7,84 | 8,12 | 7,93 | 8,14 |      | 8,14     | SB    |
| 7.   | Emiliano Lasa    | Urugwaj           | 7,94 | x    | 7,70 | x    | 7,86 |      | 7,94     | NR    |
| 8.   | Wang Jianan      | Chiny             | 7,82 | 7,85 | 7,88 | 7,88 | 7,93 |      | 7,93     |       |
| 9.   | Kafétien Gomis   | Francja           | 7,73 | 7,73 | 7,88 |      |      |      | 7,88     |       |
| 10.  | Radek Juška      | Czechy            | 7,88 | x    | x    |      |      |      | 7,88     |       |
| 11.  | Ifeanyi Otuonye  | Turks i Caicos    | x    | 7,38 | 7,40 |      |      |      | 7,40     |       |
| 12.  | Yohei Sugai      | Japonia           | 7,25 | 6,95 | 7,35 |      |      |      | 7,35     | SB    |
| 13.  | Quincy Breell    | Aruba             | 7,21 | 7,25 | 7,20 |      |      |      | 7,25     | NR    |
| –    | Ted Hooper       | Chińskie Tajpej   | x    | x    | x    |      |      |      | NM       |       |